# CAC Boomerang
Il CAC Boomerang era un caccia monomotore ad ala bassa prodotto dall'azienda australiana Commonwealth Aircraft Corporation (CAC) negli anni quaranta.
Impiegato dalla Royal Australian Air Force, l'aeronautica militare australiana, venne utilizzato in azioni belliche dal 1943 al 1945 nell'ambito della seconda guerra mondiale.

## Storia

### Sviluppo
Dopo il devastante attacco alla base di Pearl Harbor del dicembre 1941, l'avanzata giapponese nel Sud Pacifico fu fulminea e travolgente. Le scarse forze aeree alleate presenti nell'area, dotate per larga parte di velivoli obsoleti, subirono pesantissime perdite.
Con la conquista da parte giapponese delle Indie Orientali Olandesi, lo stesso territorio australiano si trovava esposto ad un attacco diretto da parte delle forze dell'Impero giapponese. La Royal Australian Air Force (RAAF) si trovava a corto di mezzi moderni con i quali affrontare questa grave minaccia. Le forniture di velivoli e di motori, specie per gli squadroni da Caccia (Fighters), dipendevano in tutto dall'industria del Regno Unito, la quale, viste le intense operazioni belliche in Europa e nel Mediterraneo, aveva la priorità di rifornire la britannica Royal Air Force (RAF). Inoltre l'altro forte alleato, gli Stati Uniti, non aveva ancora portato a regime la propria produzione bellica. Sorgeva allora la necessità, da parte australiana, di risolvere in casa la grave crisi corrente.
Proprio nell'ottica di una "indipendenza" industriale dalla Gran Bretagna, nel 1936 era stata fondata la Commonwealth Aircraft Corporation (CAC), con sede a Port Melbourne; il progetto era proprio quello di garantire, in caso di guerra, i vitali rifornimenti di mezzi alla RAAF, qualora l'apporto di tali mezzi da parte della Gran Bretagna fosse venuto meno.
All'inizio del 1942, solo due velivoli erano in produzione in Australia: l'aerosilurante bimotore Bristol Beaufort, prodotto su licenza, e l'addestratore armato biposto Wirraway, prodotto dalla CAC. Il Beaufort montava dei Pratt & Whitney Twin Wasp da 1 200 hp (895 kW) i quali, pur non essendo indicati per l'utilizzo su un caccia, erano comunque gli unici motori con buone prestazioni disponibili in quelle circostanze. Il Wirraway, inoltre, fu utilizzato come punto di partenza per lo sviluppo del nuovo caccia.
Ad occuparsi della progettazione del velivolo, denominato CA-12, fu il capo progettista della CAC, Fred David, un ingegnere austriaco di origini ebraiche che era stato progettista della Heinkel Flugzeugwerke, rifugiatosi in Australia dopo l'avvento del nazismo.
Il progetto fu impostato sulla manovrabilità, più che sulla velocità. La RAAF emise un ordine per 105 esemplari di CA-12 il 2 febbraio 1942, e il primo volo fu effettuato il 29 maggio dello stesso anno. Il Boomerang CA-12 si rivelò un apparecchio robusto e molto affidabile, grazie anche alle corazzature per la protezione del pilota, con un pesante armamento quale punto di forza. Le quattro mitragliatrici Browning M1919 calibro .303 in e i due cannoncini aeronautici Hispano-Suiza HS.404 calibro 20 mm, tutti alloggiati nelle corte ali, gli conferivano una straordinaria potenza di fuoco. Ma le prestazioni restavano comunque piuttosto basse, a causa soprattutto della bassa velocità, di appena 470 km/h; sopra i 15.000 ft (4.600 m), poi, tali prestazioni si abbassavano ulteriormente. Era, nel complesso, un caccia nettamente inferiore al suo principale avversario, il Mitsubishi A6M "Zero".
Già alla metà del 1942 si iniziarono a progettare dei miglioramenti al CA-12. La versione CA-14 avrebbe dovuto montare un nuovo Curtiss-Wright R-2600 Cyclone da 1.700 hp, con l'intento di migliorare i deficit di velocità e velocità di salita. Ma il motore, ordinato dagli Stati Uniti in 1500 esemplari, non fu mai consegnato. Fu allora installato il Pratt & Whitney R-2800 prodotto dalla CAC su licenza in Australia, a Lidcombe. Tuttavia, il peso eccessivo del nuovo apparato motore comportò notevoli problemi, e si ritornò a montare il Pratt & Whitney Twin Wasp, con l'aggiunta di una turbina General Electric B-2 per aumentarne le prestazioni.
Questa nuova versione, apparsa nel luglio 1943 e denominata CA-14A, comportava un aumento della velocità nell'ordine del 25-30%, e un aumento di 4.000 ft (1.200 m) della quota massima operativa, rispetto al CA-12.
Tuttavia, la RAAF iniziava a ricevere i nuovi Supermarine Spitfire Mk. VIII e North American P-51 Mustang ordinati, rispettivamente, alle industrie britanniche ed americane, che andavano a sostituire gli obsoleti Boomerang sia nei compiti di intercettore, sia di scorta ai bombardieri.
Mentre si iniziava a progettare un apparecchio per molti aspetti completamente nuovo, il CA-15 "Kangaroo", i Boomerang venivano dirottati verso compiti non operativi, quali l'addestramento, la sperimentazione, e persino al Dipartimento di Meteorologia, per il quale rimasero in servizio per un certo periodo anche dopo la guerra.

### Impiego operativo

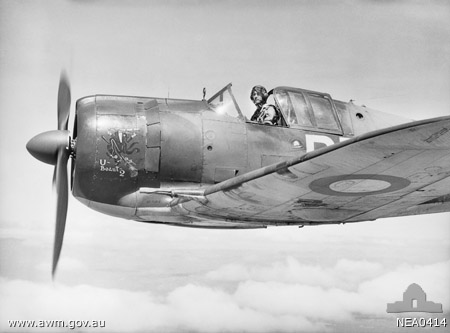
Boomerang del N.5 Squadron della Royal Australian Air Force

Dopo l'incursione aerea giapponese sul porto di Darwin nel febbraio 1942, la necessità di disporre di velivoli per la difesa aerea divenne molto urgente. Nell'attesa che fosse sviluppato il Boomerang, un certo numero di Curtiss P-40 Kittyhawk consegnati dagli USA garantirono la copertura aerea dell'Australia Settentrionale. Sostituiti tali velivoli, nel febbraio 1943, dagli Spitfire del Primo stormo caccia (Fighter Wing) della RAAF fatto affluire dal Nord Africa, i nuovi Boomerang andarono ad equipaggiare tre gruppi da caccia (Squadron). I gruppi 83º e 85º, destinati alla difesa dello spazio aereo del Western Australia e del New South Wales, non furono mai impiegati in azione. L'84º gruppo, invece, fu dislocato in Nuova Guinea, e partecipò intensamente alle operazioni belliche in quel settore, in Nuova Guinea, appunto, nelle Isole Salomone e nel Borneo.
Surclassato nettamente dai suoi rivali giapponesi nei duelli aerei e modesto nel ruolo di intercettore, trovò la propria "vocazione" operativa nel ruolo di assaltatore e attacco al suolo, in appoggio diretto alle truppe di terra. Le caratteristiche costruttive gli consentivano di volare efficacemente a quote bassissime, la robustezza delle strutture in legno e alluminio e la corazzatura aggiuntiva lo proteggevano egregiamente dal fuoco contraereo dei piccoli calibri nemici, e il pesante armamento lo rendeva devastante nei suoi attacchi. Furono equipaggiati così con il Boomerang due nuovi Gruppi da attacco al suolo, il 4º e il 5º.
Quando la missione richiedeva di attaccare grosse unità nemiche, il Boomerang operava spesso in collaborazione con aerei più pesantemente armati, segnalando i bersagli e fornendo copertura dal fuoco antiaereo. Particolarmente efficace fu la cooperazione con i Corsair della RNZAF (Royal New Zealand Air Force).

## Versioni
CA-12
prima versione del caccia monoposto, prodotta in 105 esemplari.
CA-13
versione migliorata del CA-12, prodotta in 95 esemplari.
CA-14
prototipo, versione con nuovo apparato motore, mai entrata in produzione.
CA-14A
versione base con motore potenziato da compressore, mai entrato in produzione.
CA-19
versione da ricognizione tattica, con fotocamera verticale installata nella fusoliera, prodotta in 94 esemplari.

## Utilizzatori
Australia
- Royal Australian Air Force
  - 2º Reparto addestramento (No. 2 Operational Training Unit)  ottobre 1942-1945.
  - 4º Gruppo (No. 4 Squadron) agosto 1943 - agosto 1945.
  - 5º Gruppo (No. 5 Squadron) novembre 1943 - agosto 1945.
  - 83º Gruppo (No. 83 Squadron) settembre 1943 - agosto 1945.
  - 84º Gruppo (No. 84 Squadron) aprile 1943 - ottobre 1943.
  - 85º Gruppo (No. 85 Squadron) maggio 1943 - gennaio 1945.
  - 8º Reparto comunicazioni (No. 8 Communications Unit) febbraio 1944 - agosto 1944.

## Esemplari attualmente esistenti
Due esemplari di Boomerang sono ancora oggi conservati, entrambi in Australia. Il CA-12 A46-122 al Museo Aeronautico di Temora, e il A46-206 a Toowoomba.
Una replica di un Boomerang, pur con molte parti originali, è conservato negli Stati Uniti.